# Jessica Lange
Jessica Phyllis Lange /læŋ/ (Cloquet, Minnesota, 20 de abril de 1949) es una actriz estadounidense, ganadora de dos premios Óscar, cinco Globos de Oro, tres Emmy, un premio del Sindicato de Actores y un Tony. Es una de las actrices más destacadas de su generación, siendo además una de las más premiadas. Se encuentra a un Grammy de distancia para conseguir la entrada en la famosa lista de los EGOT. En 1998, Entertainment Weekly publicó una lista en la que aparece Lange entre las 25 actrices más grandes de los años 90.
Lange fue descubierta por el productor Dino De Laurentiis mientras trabajaba a tiempo parcial para la agencia de modelos Wilhelmina Models. Hizo su debut profesional en el remake del largometraje King Kong presentada al público en 1976. Luego protagonizó, en 1981, la película El cartero siempre llama dos veces basada en la novela homónima de 1934, escrita por James M. Cain. En 1982, se convirtió en la primera intérprete en cuarenta años en tener dos candidaturas a los Óscar. Ganó el Óscar a la mejor actriz de reparto por su papel en Tootsie y fue también candidata al Óscar a la mejor actriz por su interpretación de la malograda actriz Frances Farmer en Frances. Lange tuvo otras tres candidaturas por Country (1984), Sweet Dreams (1985) y Music Box (1989), antes de ser candidata una sexta vez y ganar el Óscar a la mejor actriz por su papel en Blue Sky (1994).
En el teatro, hizo su debut en Broadway interpretando a Blanche DuBois en Un tranvía llamado deseo, y debutó en el West End londinense interpretando el mismo papel en 1996. También participó en otras obras como Largo viaje hacia la noche, por el cual tuvo una candidatura al premio Laurence Olivier a la mejor actriz en 2001, y de nuevo en Broadway El zoo de cristal y la reposición de Largo viaje hacia la noche, por la que recibió un premio Tony. En televisión, ganó su primer Primetime Emmy a la mejor actriz en una miniserie por su papel de Big Edie, tía de Jacqueline Kennedy Onassis, en la miniserie de HBO Grey Gardens (2009), y obtuvo su primer Premio del Sindicato de Actores, así como su segundo y tercer Emmy, por su papel en la primera y tercera temporadas de la serie de FX American Horror Story (2011-2015). Pese a comenzar su trayectoria en el cine siendo considerada como mito sexual gracias a King Kong, pronto se consagró en los ochenta y noventa creando algunas de las interpretaciones que han marcado la historia del cine como por ejemplo sus papeles en Frances, El cartero siempre llama dos veces, Blue Sky y Swems, que siguen siendo aclamadas por crítica y público. Es una de las pocas intérpretes acreedora de la triple corona: Oscar, Emmy y Tony.

## Primeros años
Nacida en Cloquet, Minnesota, hija de Albert John Lange (1913-1989), un maestro y vendedor ambulante, y de Dorothy Florence Lange (Sahlman de soltera; 1913-1998), un ama de casa. Tiene dos hermanas mayores, Ann y Jane, y un hermano menor, George.
Estudió Bellas Artes en la Universidad de Minnesota antes de marcharse a París. Se casó con el fotógrafo Francisco Grande, hijo del científico español Francisco Grande Covián y durante un tiempo antes de divorciarse vivió en Madrid. Regresó a Nueva York en 1973 y recibió clases de interpretación mientras trabajaba como camarera y modelo.

## Trayectoria artística

### Cine y televisión
En 1976 el productor Dino De Laurentiis la contrató para protagonizar la versión de King Kong, película con la cual comenzó y casi terminó su carrera, debido a las duras críticas que recibió, si bien fue un éxito comercial. Tras su actuación en la adaptación de Bob Rafelson de The Postman Always Rings Twice (El cartero siempre llama dos veces) en 1981, las críticas cambiaron totalmente.
Su actuación en su siguiente película, Frances (1982), en la cual retrató a la actriz Frances Farmer, fue muy alabada y fue presentada como candidata al Óscar a la mejor actriz. Aquel año estuvo propuesta para recibir el premio a la mejor actriz de reparto, por la comedia Tootsie (1982), protagonizada por Dustin Hoffman, y por la que finalmente ganó la estatuilla. 
En 1985 en la película Sweet Dreams, la actriz da vida a la cantante Patsy Cline que falleció en un accidente aéreo a los 31 años de edad.
Durante los años 1980 y 1990 siguió realizando buenas interpretaciones, en películas como Country (1984), Sweet Dreams (1985), Music Box (1989) de Costa-Gavras, Cape Fear (1991) de Martin Scorsese, La noche y la ciudad (1992), Rob Roy (1995), A Thousand Acres (1997) y Titus (1999). En 1995 volvió a ganar el Óscar, esta vez como actriz protagonista, por su interpretación de una esposa maniacodepresiva de un militar (Tommy Lee Jones) en Blue Sky (1994).
En 1995 protagonizó Un tranvía llamado Deseo, una adaptación televisiva para la CBS del célebre drama homónimo de Tennessee Williams, junto a Alec Baldwin, John Goodman y Diane Lane, y por la que obtuvo un Globo de Oro y una candidatura a los Emmy.
Al comienzo del siglo XXI su carrera cinematográfica se centró más en papeles secundarios o en películas más minoritarias como Prozac Nation (2001), Big Fish (2003) de Tim Burton, Llamando a las puertas del cielo (2005), Flores rotas (2005), El viaje de nuestra vida (2006), The Vow (2013) o The Gambler (2015). También destaca su participación en series y películas para la televisión como Normal (2003), Sybil (2007) y Grey Gardens (2009).

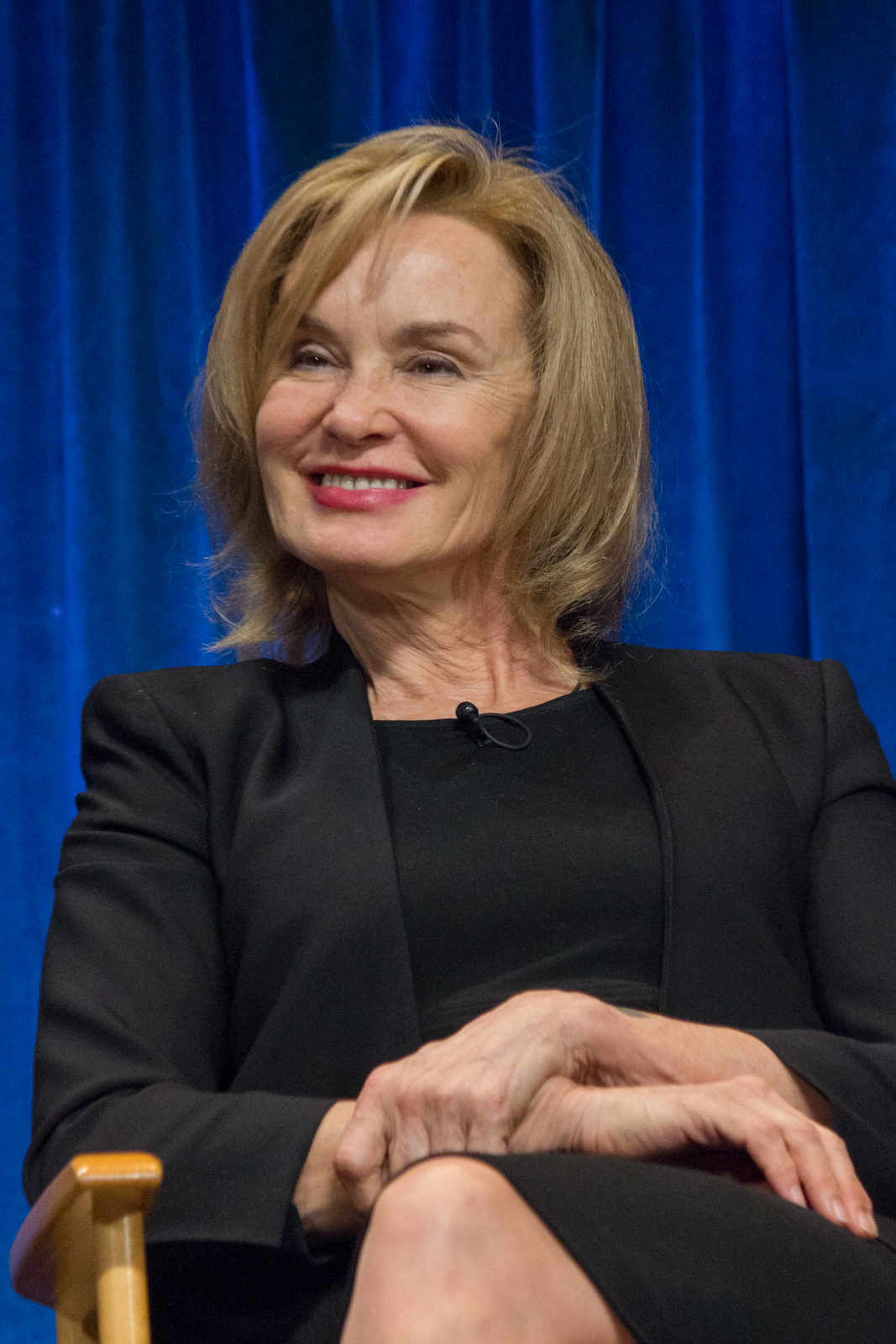
Lange en PaleyFest de 2013.

Entre 2011 y 2015, participó regularmente en la antológica serie de terror de FX American Horror Story, creada y producida por Ryan Murphy y Brad Falchuk. Durante sus primeras cuatro temporadas interpretó a la misteriosa Constance Langdon en Murder House, a la monja Jude Martin en Asylum, a la bruja Fiona Goode en Coven y a la circense Elsa Mars en Freak Show. Dichos personajes, han sido alabados tanto por la crítica como por el público y le han hecho ganar varios galardones, destacando un Globos de Oro, dos Emmy y un SAG. A pesar de que no se considera cantante, las versiones que realizó en su última temporada de las canciones Heroes y Life on Mars de David Bowie y Gods & Monsters de Lana del Rey fueron muy populares en YouTube y ITunes. En año 2018 regresó como invitada en la octava temporada, Apocalypse, retomando el papel Constance Langdon y volviendo a ser nominada  a los Emmy como mejor actriz invitada.
En 2016 tuvo un papel destacado en la webserie creada por Louis C.K., Horace and Pete y un año después coprotagonizó y coprodujo, junto a Susan Sarandon, la serie de Ryan Murphy, Feud, que narraba la enemistad entre Joan Crawford y Bette Davis durante el rodaje de ¿Qué fue de Baby Jane?, así como el transcurso de sus vidas tras participar en tan exitosa película, recreando un Hollywood cruel y despiadado con las mujeres mayores de 50 años. Lange encarnó a Crawford mientras que Sarandon interpretó a Davis y, tanto ellas como la serie en su conjunto, fueron alabadas de forma unánime, posicionándose como una de las mejores series del año. Fueron candidatas para los Emmy, los Globos de oro y los SAG, entre otros, aunque perdieron frente a Big Little Lies.
En 2019, cuando Jessica permanecía alejada de los focos por voluntad propia, Ryan Murphy le ofreció un personaje secundario escrito especialmente para ella en su próxima serie The Politician, la primera de su legendario acuerdo con Netflix y que trataba acerca de un estudiante de secundaria rico e inteligente cuyo objetivo era convertirse en presidente de los Estados Unidos. La actriz no pudo negarse a volver a la comedia tras más de treinta años sin hacerla, desde Tootsie, y encarnó a la abuela de una chica enferma de cáncer a la que el protagonista fichaba para su campaña electoral. La serie obtuvo críticas dispares pero el trabajo de Jessica fue valorado positivamente.
Tres años después, rodó en Barcelona la nueva película de Neil Jordan, Marlowe, una nueva adaptación sobre el famoso detective creado por Raymond Chandler. En esta ocasión, fue Liam Neeson el actor que lo encarnó y, junto a él, estuvieron Diane Kruger, Danny Huston y la propia Lange encarnando a Dorothy Quincannon, una famosa actriz retirada. La película se estrenó en el Festival de San Sebastián. Pocos meses después, se marchó a Irlanda para rodar una nueva adaptación cinematográfica de Largo viaje hacia la noche, el célebre texto de Eugene O'Neill que Lange ya hizo en teatro en dos ocasiones con gran éxito, tanto que recibió el premio Tony como mejor actriz principal en una obra de teatro. El estreno está pendiente de fecha.
En junio de 2023 se supo que la actriz se encontraba en Atlanta rodando The Great Lillian Hall, una producción que comenzó en 2021 con Meryl Streep como protagonista y luego con Glenn Close como sustituta, pero en ninguna de esas ocasiones salió adelante. La película versa sobre una actriz de Broadway que jamás había suspendido una función hasta ahora, cuya confianza se estaba resquebrajando. Lange está acompañada por Lily Rabe y Kathy Bates y dirigida por Michael Cristofer. Se estrena en mayo de 2024 a través de HBO. En enero de 2024 se confirmó, a través del tráiler de Feud: Capote vs. The Swans, que la actriz formaría parte del elenco de la segunda temporada de la serie de Ryan Murphy, centrada en la disputa entre Truman Capote y sus amigas de la alta sociedad neoyorquina, encarnadas por Naomi Watts, Demi Moore, Diane Lane y Calista Flockhart. La actriz encarnó a Lillie Mae Faulk, la madre del escritor, durante tres episodios.

### Teatro
En 1992 debutó en Broadway al lado de Alec Baldwin, en la adaptación de Tennessee Williams de Un tranvía llamado deseo, en la cual volvió a interpretar para una adaptación televisiva en 1995 con el mismo reparto. En 2000 encabezó el cartel de la obra maestra de Eugene O'Neill Largo viaje hacia la noche en Londres (siendo candidata al premio Laurence Oliver a la mejor actriz), en 2005 interpretó otro clásico de Tennessee Williams El zoo de cristal y en 2009 en Nueva York con una adaptación de la novela de Mercè Rodoreda La plaza del diamante. 
En 2016, Jessica Lange volvió a Broadway con la reposición de la obra de Eugene O'Neill Largo viaje hacia la noche, dirigida por Jonathan Kent y producida por Ryan Murphy (creador de American Horror Story). Esta actuación le valió un premio Tony como mejor actriz principal en una obra de teatro.
En 2024, protagoniza en Broadway la nueva obra de Paula Vogel, Mother Play, cuyo estreno fue en el Hayes Theatre en abril de 2024. La producción ha sido dirigida por Tina Landau y coprotagonizada por Jim Parsons y Celia Keenan-Bolger.

### Fotografía
Amante de la fotografía, en 2008 publicó su propia colección de fotografías en blanco y negro, titulada 50 Photographs (PowerHouse Books) con la presentación especial realizada por Patti Smith. Una exposición de su trabajo, junto con algunas de sus películas, se llevó a cabo en el George Eastman House, museo internacional de cine y fotografía más antiguo. Después de esta, Lange recibió el George Eastman House Honors Award en 2009. En 2010 publicó su segunda colección de fotografías, titulada En México.
Una muestra de ambas colecciones se pudo ver en la exposición UNSEEN llevada a cabo en 2011 en el Centro Cultural Internacional Oscar Niemeyer de Asturias.

## Vida personal
Aunque no sigue ninguna religión establecida, practica periódicamente el budismo. Una vez admitió: "Ha sido una disciplina que tiene sentido más que nada porque es como una ciencia. Nunca he sido una persona religiosa. Siempre he buscado algún tipo de significado espiritual. No crecí yendo a la iglesia ya que la familia de mi madre era atea y la familia de mi padre no tenía una religión en concreto." Ella también es vegetariana.
En 1971 se casó con el fotógrafo español Francisco Grande, a quien había conocido en su etapa universitaria. La felicidad entre ambos terminaría a mediados de los años 1970, pero no se divorciarían hasta 1981. Jessica mantuvo desde 1976 hasta 1982 una relación amorosa con el bailarín Mijaíl Barýshnikov, con quien tuvo una hija, Alexandra. Anteriormente tuvo un affaire con Bob Fosse, el director de su segunda película, All That Jazz (1979).
En 1982 inició un romance con el actor, director y escritor Sam Shepard, con el que tuvo dos hijos, Hannah Jane, nacida en 1985, y Walker Samuel, nacido en 1987. La pareja se separó en 2009 y Shepard falleció en julio de 2017 de Esclerosis lateral amiotrófica (ELA).

### Activismo
Lange también es embajadora de Unicef y está implicada en la política como pacifista. Lange junto a Unicef lucha por ayudar a la epidemia de VIH/SIDA en países como República Democrática del Congo y en crear conciencia sobre la enfermedad en Rusia.
Lange también se unió a la oposición a la caza del lobo en Minnesota. "Más que cualquier otra cosa, los métodos crueles permitidos para cazar y atrapar lobos son profundamente inquietantes", escribió el nativo de Cloquet en una carta al gobernador Mark Dayton.

## Filmografía
Véase también: Filmografía de Jessica Lange

### Cine
| Año  | Título                                | Personaje          | Director              |
| ---- | ------------------------------------- | ------------------ | --------------------- |
| 2025 | Largo viaje hacia la noche            | Mary Tyrone        | Jonathan Kent         |
| 2022 | Marlowe                               | Dorothy Quincannon | Neil Jordan           |
| 2016 | Como reinas                           | Maddie             | Andy Tennant          |
| 2015 | El jugador                            | Roberta            | Ruppert Wyatt         |
| 2013 | En secreto                            | Madame Raquin      | Charlie Stratton      |
| 2012 | Todos los días de mi vida             | Rita Thornton      | Michael Sucsy         |
| 2006 | El viaje de nuestra vida              | Arvilla Holden     | Christopher N. Rowley |
| 2005 | Flores rotas                          | Carmen Markowski   | Jim Jarmusch          |
| 2005 | Llamando a las puertas del cielo      | Doreen             | Wim Wenders           |
| 2005 | El libro mágico                       | Katherine Pierson  | Joshua Michael Stern  |
| 2003 | Anónimos                              | Nina Veronica      | Larry Charles         |
| 2003 | Big Fish                              | Sandra Bloom       | Tim Burton            |
| 2001 | Nación Prozac                         | Mrs Wurtzel        | Erik Skjoldbjaerg     |
| 1999 | Titus                                 | Tamora             | Julie Taymor          |
| 1998 | Secreto de sangre                     | Martha Baring      | Jonathan Darby        |
| 1998 | La prima Bette                        | Bette              | Des McAnuff           |
| 1997 | Heredarás la tierra                   | Ginny Cook Smith   | Jocelyn Moorhouse     |
| 1995 | Corazones rasgados                    | Margaret Lewin     | Stephen Gyllenhaal    |
| 1995 | Rob Roy                               | Mary MacGregor     | Michael Caton-Jones   |
| 1994 | Las cosas que nunca mueren            | Carly Marshall     | Tony Richardson       |
| 1992 | La noche y la ciudad                  | Helen Nasseros     | Irwin Winkler         |
| 1991 | El cabo del miedo                     | Leigh Bowden       | Martin Scorsese       |
| 1990 | Los hombres no abandonan              | Beth Macauley      | Paul Brickman         |
| 1989 | La caja de música                     | Ann Talbot         | Costa-Gavras          |
| 1988 | Norte lejano                          | Kate               | Sam Shepard           |
| 1988 | Cuando me enamoro                     | Babs Rogers        | Taylor Hackford       |
| 1986 | Crímenes del corazón                  | Margaret Magrath   | Bruce Beresford       |
| 1985 | Dulces sueños                         | Patsy Cline        | Karel Reisz           |
| 1984 | Country                               | Jewell Ivy         | Richard Pearce        |
| 1982 | Tootsie                               | Julie Nichols      | Sydney Pollack        |
| 1982 | Frances                               | Frances Farmer     | Graeme Clifford       |
| 1981 | El cartero siempre llama dos veces    | Cora Smith         | Bob Rafelson          |
| 1980 | Cómo superar el alto coste de la vida | Louise Travis      | Robert Scheerer       |
| 1979 | Empieza el espectáculo                | Angelique          | Bob Fosse             |
| 1976 | King Kong                             | Dwan               | John Guillermin       |

### Televisión
| Año  | Título                              | Personaje                            | Notas        |
| ---- | ----------------------------------- | ------------------------------------ | ------------ |
| 2024 | The Great Lillian Hall              | Lillian Hall                         | Telefilme    |
| 2024 | Feud: Capote vs. The Swans          | Lillie Mae Faulk                     | 3 episodios  |
| 2019 | The Politician                      | Dusty Jackson                        | 6 episodios  |
| 2018 | American Horror Story: Apocalypse   | Constance Langdon                    | 2 episodios  |
| 2017 | Feud: Bette and Joan                | Joan Crawford                        | 8 episodios  |
| 2016 | Horace and Pete                     | Marsha                               | 3 episodios  |
| 2014 | American Horror Story: Freak Show   | Elsa Mars                            | 13 episodios |
| 2013 | American Horror Story: Coven        | Fiona Goode                          | 13 episodios |
| 2012 | American Horror Story: Asylum       | Hermana Jude Martin                  | 13 episodios |
| 2011 | American Horror Story: Murder House | Constance Langdon                    | 11 episodios |
| 2009 | Grey Gardens                        | Edith Ewing Bouvier Beale "Big Edie" | Telefilme    |
| 2007 | Sybil                               | Dr Cornelia Wilbur                   | Telefilme    |
| 2003 | Normal                              | Irma Applewood                       | Telefilme    |
| 1995 | Un tranvía llamado Deseo            | Blanche DuBois                       | Telefilme    |
| 1992 | O Pioneers!                         | Alexandra Bergson                    | Telefilme    |
| 1984 | La gata sobre el tejado de zinc     | Maggie                               | Telefilme    |

### Teatro
| Año  | Título                     | Personaje        | Autor              | Lugar              |
| ---- | -------------------------- | ---------------- | ------------------ | ------------------ |
| 2024 | Mother Play                | Phyllis Herman   | Paula Vogel        | Broadway           |
| 2016 | Largo viaje hacia la noche | Mary Tyrone      | Eugene O'Neill     | Broadway           |
| 2009 | La plaza del diamante      | Colometa         | Mercè Rodoreda     | Off-Broadway       |
| 2005 | El zoo de cristal          | Amanda Wingfield | Tennessee Williams | Broadway           |
| 2000 | Largo viaje hacia la noche | Mary Tyrone      | Eugene O'Neill     | West End (Londres) |
| 1996 | Un tranvía llamado Deseo   | Blanche DuBois   | Tennessee Williams | West End (Londres) |
| 1992 | Un tranvía llamado Deseo   | Blanche DuBois   | Tennessee Williams | Broadway           |

## Premios y nominaciones

### Premios Oscar
| Año  | Categoría               | Trabajo nominado | Resultado | Ref.   |
| ---- | ----------------------- | ---------------- | --------- | ------ |
| 1982 | Mejor actriz de reparto | Tootsie          | Ganadora  | [ 25 ] |
| 1982 | Mejor actriz            | Frances          | Nominada  | [ 25 ] |
| 1984 | Mejor actriz            | Country          | Nominada  | [ 25 ] |
| 1985 | Mejor actriz            | Sweet Dreams     | Nominada  | [ 25 ] |
| 1989 | Mejor actriz            | Music Box        | Nominada  | [ 25 ] |
| 1994 | Mejor actriz            | Blue Sky         | Ganadora  | [ 25 ] |

### Premios Globos de Oro
| Año  | Categoría                                               | Trabajo nominado                    | Resultado | Ref.   |
| ---- | ------------------------------------------------------- | ----------------------------------- | --------- | ------ |
| 1976 | Nueva estrella del año - Actriz                         | King Kong                           | Ganadora  | [ 30 ] |
| 1982 | Mejor actriz de reparto                                 | Tootsie                             | Ganadora  | [ 30 ] |
| 1982 | Mejor actriz - Drama                                    | Frances                             | Nominada  | [ 30 ] |
| 1984 | Mejor actriz - Drama                                    | Country                             | Nominada  | [ 30 ] |
| 1989 | Mejor actriz - Drama                                    | Music Box                           | Nominada  | [ 30 ] |
| 1992 | Mejor actriz de miniserie o telefilme                   | O Pioneers!                         | Nominada  | [ 30 ] |
| 1994 | Mejor actriz - Drama                                    | Blue Sky                            | Ganadora  | [ 30 ] |
| 1995 | Mejor actriz de miniserie o telefilme                   | Un tranvía llamado Deseo            | Ganadora  | [ 30 ] |
| 1997 | Mejor actriz - Drama                                    | A Thousand Acres                    | Nominada  | [ 30 ] |
| 2004 | Mejor actriz de miniserie o telefilme                   | Normal                              | Nominada  | [ 30 ] |
| 2009 | Mejor actriz de miniserie o telefilme                   | Grey Gardens                        | Nominada  | [ 30 ] |
| 2011 | Mejor actriz de reparto de serie, miniserie o telefilme | American Horror Story: Murder House | Ganadora  | [ 30 ] |
| 2012 | Mejor actriz de miniserie o telefilme                   | American Horror Story: Asylum       | Nominada  | [ 30 ] |
| 2013 | Mejor actriz de miniserie o telefilme                   | American Horror Story: Coven        | Nominada  | [ 30 ] |
| 2014 | Mejor actriz de miniserie o telefilme                   | American Horror Story: Freak Show   | Nominada  | [ 30 ] |
| 2017 | Mejor actriz de miniserie o telefilme                   | Feud                                | Nominada  | [ 30 ] |

### Premios Emmy
| Año  | Categoría                                       | Trabajo nominado                    | Resultado | Ref.   |
| ---- | ----------------------------------------------- | ----------------------------------- | --------- | ------ |
| 1996 | Mejor actriz - Miniserie o telefilme            | Un tranvía llamado Deseo            | Nominada  | [ 31 ] |
| 2003 | Mejor actriz - Miniserie o telefilme            | Normal                              | Nominada  | [ 31 ] |
| 2009 | Mejor actriz - Miniserie o telefilme            | Grey Gardens                        | Ganadora  | [ 31 ] |
| 2012 | Mejor actriz de reparto - Miniserie o telefilme | American Horror Story: Murder House | Ganadora  | [ 31 ] |
| 2013 | Mejor actriz - Miniserie o telefilme            | American Horror Story: Asylum       | Nominada  | [ 31 ] |
| 2014 | Mejor actriz - Miniserie o telefilme            | American Horror Story: Coven        | Ganadora  | [ 31 ] |
| 2015 | Mejor actriz - Miniserie o telefilme            | American Horror Story: Freak Show   | Nominada  | [ 31 ] |
| 2017 | Mejor actriz - Miniserie o telefilme            | Feud                                | Nominada  | [ 31 ] |
| 2017 | Mejor miniserie                                 | Feud                                | Nominada  | [ 31 ] |
| 2019 | Mejor actriz invitada - Serie dramática         | American Horror Story: Apocalypse   | Nominada  | [ 31 ] |

### Premios del Sindicato de Actores
| Año  | Categoría                            | Trabajo nominado                    | Resultado | Ref.   |
| ---- | ------------------------------------ | ----------------------------------- | --------- | ------ |
| 1994 | Mejor actriz                         | Blue Sky                            | Nominada  | [ 32 ] |
| 2009 | Mejor actriz - Miniserie o telefilme | Grey Gardens                        | Nominada  | [ 33 ] |
| 2012 | Mejor actriz de televisión - Drama   | American Horror Story: Murder House | Ganadora  | [ 34 ] |
| 2013 | Mejor actriz de televisión - Drama   | American Horror Story: Asylum       | Nominada  | [ 35 ] |
| 2014 | Mejor actriz de televisión - Drama   | American Horror Story: Coven        | Nominada  | [ 36 ] |
| 2017 | Mejor actriz - Miniserie o telefilme | Feud: Bette and Joan                | Nominada  | [ 37 ] |

### Premios de la Crítica Televisiva
| Año  | Categoría                          | Trabajo nominado                    | Resultado | Ref.   |
| ---- | ---------------------------------- | ----------------------------------- | --------- | ------ |
| 2012 | Mejor actriz en película/miniserie | American Horror Story: Murder House | Nominada  | [ 38 ] |
| 2013 | Mejor actriz en película/miniserie | American Horror Story: Asylum       | Nominada  | [ 38 ] |
| 2014 | Mejor actriz en película/miniserie | American Horror Story: Coven        | Ganadora  | [ 38 ] |
| 2015 | Mejor actriz en película/miniserie | American Horror Story: Freak Show   | Nominada  | [ 38 ] |
| 2017 | Mejor actriz en película/miniserie | Feud: Bette and Joan                | Nominada  | [ 38 ] |
| 2024 | Mejor actriz en película/miniserie | The Great Lillian Hall              | Nominada  | [ 38 ] |

### Premios Tony
| Año  | Categoría                                    | Trabajo nominado           | Resultado | Ref.   |
| ---- | -------------------------------------------- | -------------------------- | --------- | ------ |
| 2016 | Mejor actriz principal en una obra de teatro | Largo viaje hacia la noche | Ganadora  | [ 39 ] |
| 2024 | Mejor actriz principal en una obra de teatro | Mother Play                | Nominada  | [ 40 ] |